# Llista de processadors Intel Core i9
A continuació es mostra una llista de microprocessadors de la marca Intel Core i9. Es van introduir el maig de 2017 per als xips LGA 2066, també coneguts com a processadors Intel Core de la sèrie X. Amb el seu gran nombre de nuclis, gran consum de potència, gran sortida tèrmica i alt rendiment, estan pensats per ser utilitzats per entusiastes com el processador Intel Core i7 Extreme Edition anterior. El 2018 es va llançar una versió mòbil basada en el sòcol estàndard BGA1440, amb sis nuclis hiperprocessats i 12 MB de memòria cau. S'ha demostrat que és capaç d'aconseguir 5 GHz en condicions ideals, conegut com el processador més ràpid del 2023.
La marca Core i9 es va ampliar per incorporar processadors principals l'octubre de 2018, després del llançament del processador Core i9-9900K, que utilitza la plataforma de consum principal d'Intel.

## Processadors d'escriptori

### Skylake-X (14 nm, 7a generació)
- Tots els models admeten: MMX, SSE, SSE2, SSE3, SSSE3, SSE4.1, SSE4.2, AVX, AVX2, AVX-512, FMA3, MPX, Enhanced Intel SpeedStep Technology (EIST), Intel 64, XD bit (un NX implementació de bits), Intel VT-x, Intel VT-d, Turbo Boost, Hyper-threading, AES-NI, Intel TSX-NI, Smart Cache.
- Carrils PCI Express: 44
- Tipus de memòria: DDR4-2666
- Canals de memòria màxims: 4
- Ample de banda màxim de memòria: 85 GB/s

### Coffee Lake-S (14 nm, novena generació)
- Tots els models admeten: MMX, SSE, SSE2, SSE3, SSSE3, SSE4.1, SSE4.2, AVX, AVX2, FMA3, SGX, MPX, Enhanced Intel SpeedStep Technology (EIST), Intel 64, XD bit (una implementació de bits NX), Intel VT-x, Intel VT-d, Turbo Boost, Hyper-threading, AES-NI, Intel TSX-NI, Intel vPro ( excepte 9900KF, 9900KS) , Intel TXT (excepte 9900KS) , Smart Cache.
- Overclocking: multiplicador desbloquejat als models K, KF i KS
- i9-9900 també és compatible amb Intel Thermal Velocity Boost
- Carrils PCI Express: 16
- Tipus de memòria: DDR4-2666
- Canals de memòria màxims: 2
- Ample de banda màxim de memòria: 41,6 GB/s

### Cascade Lake-X (14 nm, entusiasta)
- La microarquitectura Cascade Lake-X (Enthusiast), que no té una "designació de generació" oficial per part d'Intel, però s'adapta entre la 9a i la 10a generació per línia de temps.
- Tots els models admeten: MMX, SSE, SSE2, SSE3, SSSE3, SSE4.1, SSE4.2, AVX, AVX2, AVX-512, FMA3, Enhanced Intel SpeedStep Technology (EIST), Intel 64, XD bit (una implementació de bits NX), Intel VT-x, Intel VT-d, Turbo Boost, Hyper-threading, AES-NI, Intel TSX-NI, Smart Cache, DL Boost.
- Carrils PCI Express: 48
- Admet fins a 8 DIMM de memòria DDR4, màxim 256 GB
- Tipus de memòria: DDR4-2933
- Canals de memòria màxims: 4
- Ample de banda màxim de memòria: 94 GB/s

### Comet Lake-S(14 nm, 10a generació)
- Tots els models admeten: MMX, SSE, SSE2, SSE3, SSSE3, SSE4.1, SSE4.2, AVX, AVX2, FMA3, SGX, Enhanced Intel SpeedStep Technology (EIST), Intel 64, XD bit (una implementació de bits NX), Intel VT-x, Intel VT-d, Turbo Boost 3.0, Thermal Velocity Boost, Hyper-threading, AES-NI, Smart Cache.
- Els models K i de baixa potència també admeten TDP configurable (cTDP) cap avall
- Els models que no són F també admeten Intel vPro
- Overclocking: multiplicador desbloquejat en models K i KF
- Els models integrats i de baixa potència no admeten l'augment de la velocitat tèrmica
- Tipus de memòria: DDR4-2933
- Mida màxima de memòria: 128 GB
- Canals de memòria màxims: 2
- Ample de banda màxim de memòria: 45,8 GB/s

### Rocket Lake-S(14 nm, 11a generació)
- Tots els models admeten: SSE4.1, SSE4.2, AVX, AVX2, AVX-512, FMA3, tecnologia Intel SpeedStep millorada (EIST), Intel 64, XD bit (una implementació de bits NX), Intel VT-x, Intel VT- d, Hyper-threading, Turbo Boost 3.0, Intel TXT, Thermal Velocity Boost, AES-NI, Smart Cache, DL Boost.
- Els models K i de baixa potència també admeten TDP configurable (cTDP) avall
- Overclocking: multiplicador desbloquejat i tecnologia Adaptive Boost als models K i KF
- Els models integrats i de baixa potència no admeten l'augment de la velocitat tèrmica
- Tots els models admeten fins a memòria DDR4-3200 i 20 carrils de PCI Express 4.0.
- Mida màxima de memòria: 128 GB
- Canals de memòria màxims: 2
- Ample de banda màxim de memòria: 50 GB/s

### Alder Lake(Intel 7, 12a generació)
- Tots els models admeten: SSE4.1, SSE4.2, AVX, AVX2, FMA3, Enhanced Intel SpeedStep Technology (EIST), Intel 64, XD bit (una implementació de bits NX), Intel VT-x, Intel VT-d, Hyper- threading, Turbo Boost 3.0 (2.0 per a incrustat), AES-NI, Smart Cache, Thread Director, DL Boost, GNA 3.0 i memòria Optane.
- El 12900KS també admet l'augment de la velocitat tèrmica.
- Tots els models admeten fins a memòria DDR5 -4800 o DDR4 -3200 i 16 carrils de PCI Express 5.0 + 4 carrils de PCIe 4.0.
- Overclocking: multiplicador desbloquejat en models K i KF.

### Raptor Lake(Intel 7, 13a/14a generació)
- Tots els models admeten: SSE4.1, SSE4.2, AVX, AVX2, FMA3, Enhanced Intel SpeedStep Technology (EIST), Intel 64, XD bit (una implementació de bits NX), Intel VT-x, Intel VT-d, Hyper- threading, Turbo Boost 3.0, Thermal Velocity Boost, AES-NI, Smart Cache, Thread Director, DL Boost, GNA 3.0
- Tots els models admeten fins a memòria DDR5 -5600 o DDR4 -3200 i 16 carrils de PCI Express 5.0 + 4 carrils de PCIe 4.0.
- Overclocking: multiplicador desbloquejat en models K i KF.

## Processadors mòbils

### Coffee Lake-H (14 nm, 8a generació)
- No hi ha suport per a AVX-512
- Overclocking: multiplicador desbloquejat en models HK; multiplicador bloquejat en models H.
- Admet processadors Intel amb Thermal Velocity Boost.

### Comet Lake-H (14 nm, 10a generació)
- No hi ha suport per a AVX-512
- i9-10885H també és compatible amb Intel vPro, Intel TXT.
- i9-10885H admet cTDP fins a 35 W; 19-10980HK admet cTDP fins a 65 W.

### Tiger Lake-H (10 nm SuperFin, 11a generació)
- Tots els models admeten: SSE4.1, SSE4.2, AVX2, AVX-512, FMA3, Speed Shift Technology (SST), Intel 64, Intel VT-x, Intel VT-d, Turbo Boost, Hyper-threading, AES-NI, Smart Cache, DL Boost, memòria Optane , GNA 2.0, IPU6, TB4 i TDP configurable (cTDP).

### Alder Lake(Intel 7, 12a generació)
- Tots els models admeten: SSE4.1, SSE4.2, AVX, AVX2, FMA3, Speed Shift Technology (SST), Intel 64, XD bit (una implementació de bits NX), Intel VT-x, Intel VT-d, Hyper-threading, Turbo Boost 3.0, AES-NI, Smart Cache, Thread Director, DL Boost i GNA 3.0.
- Tots els models admeten fins a memòria DDR5 -4800, LPDDR5 -5200, DDR4 -3200 o LPDDR4X -4266 i 28 carrils de PCI Express 4.0/3.0.
- Overclocking: multiplicador desbloquejat en models HK; multiplicador bloquejat en models H.

### Raptor Lake(Intel 7, 13a generació)
- Tots els models admeten: SSE4.1, SSE4.2, AVX, AVX2, FMA3, Speed Shift Technology (SST), Intel 64, XD bit (una implementació de bits NX), Intel VT-x, Intel VT-d, Intel TXT, Hyper-threading, Turbo Boost 3.0, AES-NI, Smart Cache, Thread Director, DL Boost i GNA 3.0.
- Tots els models admeten fins a memòria DDR5 -5200, LPDDR5 -6400, DDR4 -3200 o LPDDR4X -4266, fins a 16 carrils de PCI Express 5.0 i fins a 4 carrils de PCI Express 4.0.
- Overclocking: multiplicador desbloquejat en models HK; multiplicador bloquejat en models H.
- 13900H/HK també és compatible amb Intel vPro.